# Eryngium sparganioides
Eryngium sparganioides är en flockblommig växtart som beskrevs av Dominique Clos. Eryngium sparganioides ingår i släktet martornar, och familjen flockblommiga växter. Inga underarter finns listade i Catalogue of Life.